# Gervasio Deferr
Gervasio Deferr Ángel (Premiá de Mar, Barcelona, 7 de noviembre de 1980) es un ex gimnasta artístico español, bicampeón olímpico en salto de potro en Sídney 2000 y Atenas 2004, y subcampeón olímpico en suelo en Pekín 2008. Es uno de los gimnastas artísticos españoles más laureados, ya que además de en los Juegos Olímpicos, también consiguió medallas en los campeonatos mundiales de Tianjin 1999 y Stuttgart 2007, en el Campeonato Europeo de Bremen 2000 y la Copa del Mundo de Glasgow 2000. 
Entre otros reconocimientos, recibió la Medalla de Oro de la Real Orden del Mérito Deportivo, la Orden Olímpica del Comité Olímpico Español y el Premio Don Felipe de Borbón al mejor deportista español en los Premios Nacionales del Deporte; todos ellos en 2001. Además, en 2011, el Gobierno de España le galardonó con la Gran Cruz de la Real Orden del Mérito Deportivo. Se encuentra entre los medallistas olímpicos españoles más jóvenes por su medalla de oro en los Juegos Olímpicos de Sídney 2000, a los 19 años y 324 días.

## Biografía
Sus padres, José Luis y Patricia, emigraron desde Argentina para escapar de la dictadura impuesta tras el golpe de Estado de 1976 y se afincaron en la localidad barcelonesa de Premiá de Mar, donde nació y creció Gervasio, un niño inquieto y muy enérgico al que le gustaba saltar, trepar, correr y colgarse como diversión. La madre de una gimnasta rítmica vio sus acrobacias en un mercado de Barcelona e instó a sus padres a inscribirle en un club de tecnificación. Días más tarde, un entrenador rumano llamado Marcel Marasescu se fijó en sus habilidades y le incluyó en su equipo. A los doce años se trasladó al Centro de Alto Rendimiento de San Cugat del Vallés, donde entrenó bajo las órdenes de Alfredo Hueto y se especializó en salto y suelo debido a la potencia de sus piernas.
En 2007 trabajó en StarDreams, una empresa dedicada al asesoramiento de directivos y ejecutivos para la mejora de su rendimiento laboral, con el exfutbolista Antonio Maceda como presidente e integrada por destacados deportistas como Almudena Cid, Estela Giménez, Julio Salinas, Albert Ferrer, Blanca Fernández Ochoa, Martín Fiz, Amaya Valdemoro, Fernando Romay y Xavi Torres.
Abrió un club de gimnasia artística en el barrio de La Mina de San Adrián de Besós, Barcelona, con el fin de entrenar y formar a niños de familias sin recursos. Entrenó al dominicano Ray Zapata en el Centro de Alto Rendimiento de San Cugat del Vallés, quien consiguió el título de medallista olímpico en los Juegos Olímpicos de Tokio 2020 al hacerse con la medalla de plata en la disciplina de suelo.

### Libro autobiográfico
El 23 de febrero de 2022, presentó su libro autobiográfico El gran salto en la Casa del Libro de Barcelona, en un evento dirigido por la periodista y narradora deportiva de Televisión Española Paloma del Río, quien narró en directo las tres medallas olímpicas de Deferr: el oro en Sídney 2000, el oro en Atenas 2004 y la plata en Pekín 2008. Al acto también acudió el exwaterpolista Jordi Sans, quien compartió los errores que cometió durante su carrera deportiva y la ayuda que recibió para superarlo.
Escrito con la ayuda del periodista Roger Pascual y publicado por el sello editorial Ediciones Península, narra su experiencia con las drogas y el alcohol al caer en depresión tras su retirada de las competiciones, además de su historia de lucha y superación personal.

## Trayectoria como gimnasta profesional

### Inicios en competición y debut como profesional
A los 15 años pasó a formar parte del equipo nacional júnior, con el que consiguió la medalla de oro en el Campeonato de España de Gimnasia Artística de 1996, un éxito que supuso el comienzo de sus logros como gimnasta. En 1997 se trasladó a Madrid y debutó por primera vez en la categoría sénior de la selección nacional, donde consiguió un séptimo puesto en suelo en el Campeonato del Mundo de Lausana. A comienzos de 1998 sufrió su primera lesión grave, que consistió en una fractura del maléolo interior del tobillo derecho. Ese mismo año alcanzó el oro en suelo en la categoría júnior del Campeonato de Europa de San Petersburgo, donde además quedó cuarto en anillas, quinto en salto y sexto en paralelas.
En 1999 ganó la medalla de plata en suelo en la primera edición de la Samboo Finance Cup, disputada en Busan, Corea del Sur y perteneciente a la Copa del Mundo. Ese mismo año en el Campeonato del Mundo de Tianjin, logró la medalla de plata en suelo por detrás del ruso Alexei Nemov y se convirtió en el primer gimnasta español en obtener una medalla de plata en dicha modalidad. En la prueba de la Copa del Mundo de Glasgow en 1999 fue plata en suelo y oro en salto, y en la de Zúrich, plata en suelo. Ese mismo año además fue bronce en suelo y oro en salto en la Copa del Mundo de Stuttgart.
En 2000 obtuvo la medalla de plata en suelo en el Campeonato de Europa de Bremen y alcanzó la cuarta posición en salto. Asimismo, recibió el oro en salto en la Copa del Mundo de Montreux y el bronce en salto en la Copa del Mundo de Cottbus. Quedó tercero tanto en salto como en suelo en la Copa DTB disputada en Stuttgart, aunque esta competición no se incluyó en el calendario de la Copa del Mundo, si que lo hizo en el Grand Prix. Igualmente consiguió la medalla de plata en suelo y la sexta posición en salto en la Copa del Mundo de Liubliana. 

### Campeón olímpico en Sídney 2000
El 25 de septiembre de 2000, se proclamó campeón olímpico por primera vez durante los Juegos Olímpicos de 2000 en Sídney, en la disciplina de salto de potro y con una puntuación general de 9,712 puntos; 9,800 en el primer salto y 9,625 en el segundo.
El equipo nacional para Sídney estuvo compuesto por Gervasio, Alejandro Barrenechea, Víctor Cano, Saúl Cofiño, Omar Cortés y Andreu Vivó. En diciembre de ese mismo año participó en la Final de la Copa del Mundo en Glasgow, donde se alzó con el oro en suelo y con la plata en salto.

### Lesiones y segundo oro olímpico en Atenas 2004

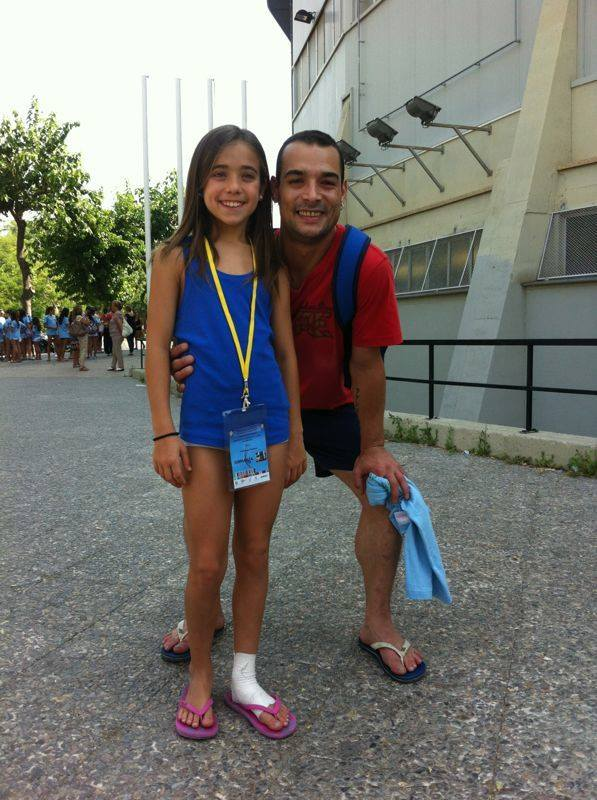
Gervasio Deferr junto a la gimnasta Marina González (2013).

Ganó la medalla de oro en suelo durante una de las pruebas para la Copa del Mundo de 2002 disputada en París. Ese mismo año pasó por el quirófano del Hospital de Terrasa para solucionar una luxación en el hombro derecho; la cirugía dirigida por los doctores Ramón Olivé y José María Mora, le apartó de entrenamientos y competiciones durante tres meses. Más tarde, recibió una cirugía en el hombro izquierdo con el fin de evitar que las molestias que arrastraba, derivasen en una lesión grave. Durante el año 2003, una contractura en la espalda complicó sus entrenamientos y le impidió participar en el Campeonato Mundial de Anaheim, en Estados Unidos.
En los Juegos Olímpicos de 2004 disputados en Atenas, se proclamó por segunda vez campeón olímpico de salto con una puntuación de 9,737 puntos; 9,687 en el primer salto y 9,787 en el segundo. En la final de suelo fue cuarto y en la modalidad por equipos ocupó el décimo puesto. En Atenas, el equipo español estuvo formado por Gervasio, Alejandro Barrenechea, Víctor Cano, Jesús Carballo, Oriol Combarros y Rafael Martínez.

### Plata olímpica en Pekín 2008
En el Campeonato Mundial de Stuttgart de 2007 logró la medalla de plata en suelo. En los Juegos Olímpicos de Pekín 2008, sus terceros Juegos, participó en la categoría por equipos, quedando 11.º y clasificándose con la mejor tercer marca para la final de suelo, en la que obtuvo la medalla de plata con una puntuación de 15,775 y superado únicamente por el gimnasta chino Zou Kai. El equipo español en Pekín estaba integrado por Gervasio, Isaac Botella, Manuel Carballo, Rafael Martínez, Sergio Muñoz e Iván San Miguel.
En enero de 2011 y a la edad de 29 años, anunció su retirada oficial como gimnasta profesional. A partir de ese momento, ejerció como técnico en el CAR de San Cugat y entró en la directiva de la Federación Española, presidida en ese momento por Jesús Carballo Martínez.

## Drogas y alcohol
Un proceso de control de dopaje realizado el 12 de octubre de 2002 en el Campeonato de España, arrojó un resultado positivo en cannabis contra el atleta. El 19 de octubre de 2002, dio positivo de nuevo en cannabis en un control antidopaje de una prueba de la Copa del Mundo en París. Un tercer positivo, aunque de forma residual, apareció también en el Mundial de Debrecen.
En febrero de 2003, la Federación Internacional de Gimnasia (FIG) confirmó el positivo en cannabis y por ello, en julio de ese mismo año le desposeyó de todos los títulos obtenidos entre el 19 de octubre de 2002, fecha del primer positivo, y el 19 de enero de 2003, además de una suspensión de tres meses. Perdió la medalla de oro de suelo en la prueba de la Copa del Mundo de París y la medalla de plata en la modalidad de suelo en el Campeonato Mundial de Debrecen, conseguida en noviembre de 2002.
Tras su retirada en 2011 entró en una espiral de drogas y alcohol hasta que, el 14 de febrero de 2017 y con la ayuda de Alejandro Blanco, presidente del Comité Olímpico Español (COE), ingresó de forma voluntaria en un centro de desintoxicación. Reconoció su drogodependencia y permaneció diez meses hasta su recuperación.

## Televisión e internet
- 2022 - Entrevista en Lo de Évole, un programa dirigido por el periodista Jordi Évole, quien hizo un repaso de su vida, logros y los momentos más complicados de su carrera como deportista de élite.[16]
- 2022 - Entrevista con el Youtuber español Jordi Wild, que recordó junto al gimnasta catalán toda su trayectoria deportiva desde la infancia hasta su retirada.[11]
- 2015 - Vídeo promocional de la RFEG titulado El sueño de volar, dirigido por Carlos Agulló.[48]
- 2013 - Concursante y ganador del concurso de talentos Splash! Famosos al agua de Antena 3; obtuvo un premio de 50 000 euros.[49]
- 2008 - Campaña La otra cara de la medalla para el Programa ADO, que consistió en una sesión fotográfica y un anuncio de televisión realizado por Jaume de Laiguana.[50]
- 2005 - Apadrinando a la Ribera Alta (Álava) en el programa Grand Prix del verano

## Premios, reconocimientos y distinciones
| Condecoración                                   | Año  |
| ----------------------------------------------- | ---- |
| Gran Cruz de la Real Orden del Mérito Deportivo | 2011 |

- Medalla de Oro de la Real Orden del Mérito Deportivo, otorgada por el Consejo Superior de Deportes (2001)[2]
- Orden Olímpica, otorgada por el Comité Olímpico Español (2001)[3]
- Premio Don Felipe de Borbón al mejor deportista español junto al ciclista Joan Llaneras, otorgado por el Consejo Superior de Deportes (CSD) y entregado en los Premios Nacionales del Deporte de 2000.[4]
- Medalla al Mérito Gimnástico, otorgada por la Real Federación Española de Gimnasia (2006)[51]
- Galardonado junto al resto de medallistas olímpicos españoles, en la Gala del Centenario del COE (2012)[52][53][54][55]
- VI Premio Juan Manuel Gozalo en la Gala del Deporte Cántabro 2015, por su palmarés y su trayectoria deportiva.[11]

## Nota aclaratoria
1. ↑   Como «competición internacional oficial» se entienden aquellas competiciones internacionales organizadas por la Federación Internacional de Gimnasia (FIG), por sus organismos continentales (como la Unión Europea de Gimnasia) o por el Comité Olímpico Internacional (junto a la FIG). Se incluirían por tanto Juegos Olímpicos, Preolímpicos, Campeonatos Mundiales, Campeonatos Europeos, Juegos Europeos y pruebas de la Copa del Mundo, así como competiciones extintas tales como la Final de la Copa del Mundo, la Final de la Copa de Europa, el Euromasters, y el Campeonato Europeo por Equipos (sucesor del Euromasters). No se incluyen bajo este término competiciones únicamente patrocinadas por dichos organismos, como los Juegos Mediterráneos o los Juegos Mundiales en el caso del COI.